# کوتاک ماهیندرا بانک
کوتاک ماهیندرا بانک (به انگلیسی: Kotak Mahindra Bank) شرکت خدمات مالی و بانکداری هندی است، که فعالیت‌های آن در حوزه‌های مدیریت سرمایه‌گذاری، بانکداری سرمایه‌گذاری و بانکداری شرکتی متمرکز می‌باشد. 
کوتاک ماهیندرا بانک در سال ۱۹۵۸ توسط اودای کوتاک تأسیس شد و هم‌اکنون دارای ۳۶۳ شعبه در سرتاسر هندوستان است. شعبه مرکزی این بانک در شهر بمبئی، هند قرار دارد و بخشی از سهام آن در بازارهای بورس اوراق بهادار بمبئی و بورس اوراق بهادار ملی هند معامله می‌شود.